# Henry Somerset, 2:e hertig av Beaufort
Henry Somerset, 2:e hertig av Beaufort, född 1684, död 1714 på Badminton House i Gloucestershire. Han var son till Charles Somerset, markis av Worcester.
Han invaldes som medlem av the Privy Council 1710 och var lordlöjtnant över Gloucestershire mellan 1712 och 1714. År 1712 utnämndes han till riddare av Strumpebandsorden. Han dog hastigt "efter att ha inmundigat ett stop öl efter en lång dagsritt".
Han gifte sig första gången 1702 med lady Mary Sackville (1688–1705), död i barnsäng. Han gifte om sig 1706 med Rachel Noel (1688–1709), även hon död i barnsäng. Därefter gifte han sig för tredje gången 1711 med lady Mary Osborne (1688–1722), dotter till Peregrine Osborne, 2:e hertig av Leeds.
Barn:
- Henry Scudamore, 3:e hertig av Beaufort (1707–1745)
- Charles Noel Somerset, 4:e hertig av Beaufort (1709–1756)